# Kim Hwang-sik
Kim Hwang-sik (kor. 김황식, ur. 9 sierpnia 1948) – południowokoreański sędzia i polityk, przewodniczący Zarządu Audytu i Inspekcji od 2008 do 2010. Premier Korei Południowej od 1 października 2010 do 26 lutego 2013.

## Życiorys
Kim Hwang-sik urodził się w 1948 w powiecie Jangseong w prowincji Chŏlla Południowa. Ukończył prawo na Uniwersytecie Narodowym w Seulu.
W 1972 zdał państwowy egzamin sędziowski. Od 1974 do 1989 pracował jako sędzia w Okręgowym Sądzie Cywilnym, Okręgowym Sądzie Karnym oraz Sądzie Wyższym w Seulu. W latach 1989–1996 był sędzią w Okręgowym Sądzie w Jeonju, Okręgowym Sądzie Rodzinnym oraz Okręgowym Sądzie Karnym w Seulu. Od 1996 do 2004 był sędzią w Sądzie Wyższym w Kwangju, Sądzie Wyższym w Seulu oraz Krajowym Sądzie Administracyjnym.
W latach 2004–2005 pełnił funkcję przewodniczącego składu sędziowskiego w Sądzie Okręgowym w Kwangju. W latach 2005–2008 zajmował stanowisko sędziego Sądu Najwyższego. 8 września 2008 objął urząd przewodniczącego Zarządu Audytu i Inspekcji Republiki Korei, konstytucyjnej agencji najwyższego nadzoru nad działaniami urzędów publicznych. Jednocześnie został członkiem Rady Zarządzającej Azjatyckiej Organizacji Instytucji Najwyższej Kontroli (ASOSAI) oraz Międzynarodowej Organizacji Instytucji Najwyższej Kontroli (INTOSAI), a także przewodniczącym Programu Odpowiedzialności Publicznej INTOSAI i ONZ.
16 września 2010 prezydent Lee Myung-bak desygnował go na stanowisko premiera Korei Południowej po tym, jak do dymisji podał się premier Chung Un-chan, a desygnowany wcześniej Kim Tae-ho zrezygnował z nominacji w obliczu oskarżeń o korupcję.
29 i 30 września 2010 w parlamencie odbyła się debata przed zatwierdzeniem go na urząd premiera. Opozycyjna Partia Demokratyczna oskarżyła go o sfałszowanie dokumentów lekarskich w celu uniknięcia służby wojskowej, podejrzanie przesadne wzbogacenie się w czasie kierowania Zarządem Audytu i Kontroli oraz wpływanie na przyznanie funduszy publicznych szkole kierowanej przez jego siostrę. Premier elekt zaprzeczył stawianym mu zarzutom. 1 października 2010 299-osobowy parlament zatwierdził go na stanowisku szefa rządu. Uzyskał 169 głosów poparcia i 71 głosów przeciwnych, przy 4 głosach wstrzymujących się.
Urząd zajmował do 26 lutego 2013, kiedy nowym premierem został Jung Hong-won, mianowany na stanowisko przez nowo wybraną prezydent Park Geun-hye.